# Felsen-Johannisbeere
Die Felsen-Johannisbeere (Ribes petraeum) ist eine bis jetzt nicht gefährdete Pflanzenart aus der Familie der Stachelbeergewächse (Grossulariaceae), die in Mitteleuropa in erster Linie im Schwarzwald, in den Vogesen, Sudeten und in den Zentralalpen auf einem humosen Substrat in kalkarmem Gestein vorkommt. Das Verbreitungsgebiet reicht insgesamt aber bis Asien und Nordafrika.

## Merkmale
Das Gewächs ist ein sommergrüner Strauch, der bis 2,8 Meter Höhe erreichen kann. Von der nah verwandten Alpen-Johannisbeere unterscheidet er sich durch seine Blüten-Deckblätter, die kürzer als die Blütenstiele sind, durch die Kelchblätter, die oft noch an den reifen Beeren sitzen und mit etwa 0,1 bis 0,2 mm lange weiße Wimpern besetzt sind, sowie zur Fruchtzeit durch die hängenden Trauben. Eine Geschmacksprobe der Beeren ergibt ein äußerst saures Ergebnis. Der Blattstiel ist oft länger als das Blatt.
Die Art hat die Chromosomenzahl 2n = 16.

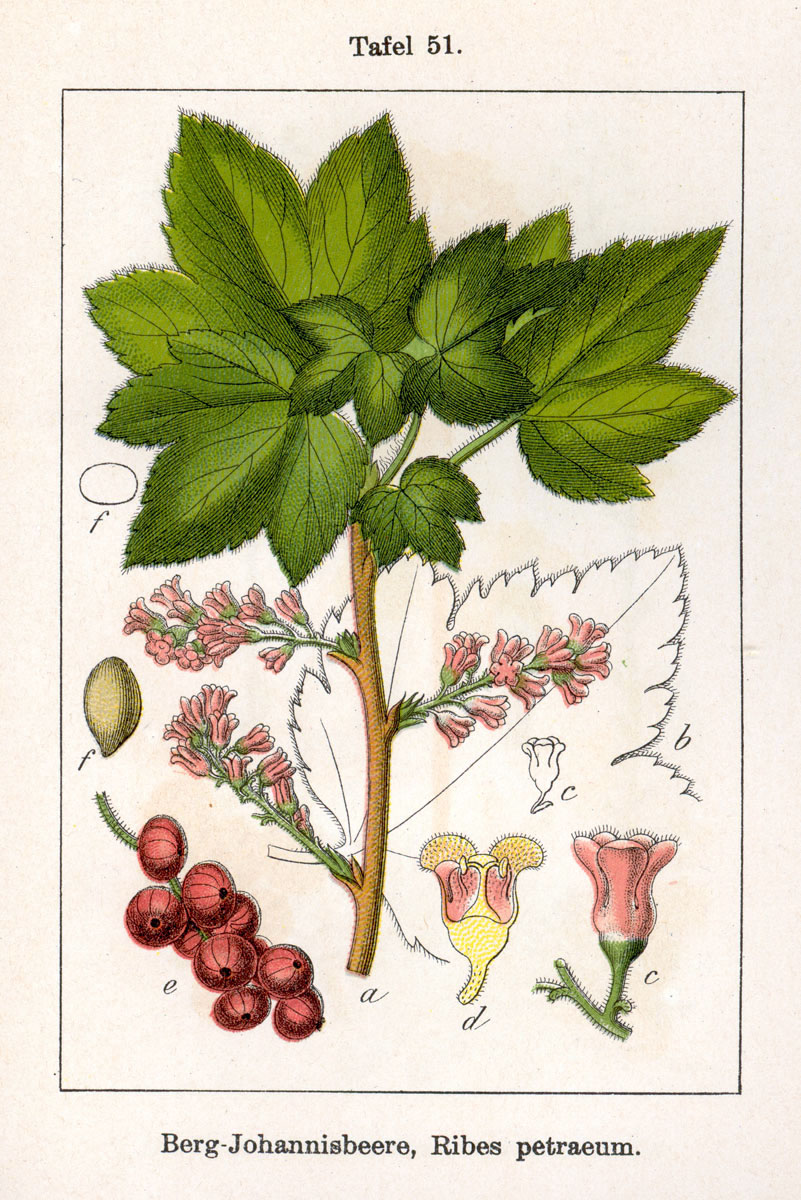

## Standorte und Vergesellschaftung
Die Pflanze bevorzugt in kalkarmen Gebirgen einen humosen Boden in Höhen von 800 bis etwa 2450 Metern. Allerdings trifft man die Felsen-Johannisbeere auch auf der kalkhaltigen Schwäbischen Alb und dem Schweizer Jura an. Doch auch im Mangfallgebirge in den Nördlichen Kalkalpen, sowie in der Nähe der Alpenvereinshütte Blecksteinhaus im Valepptal wurden ansehnliche Bestände kartiert. Der pH-Wert des dortigen Bodens beträgt 4,8 bis 5,5, also ein stark saurer Boden, der einen hohen Anteil an Humus aufweist.
Die Felsen-Johannisbeere kommt in alpinen Hochstaudenfluren, Bergmischwäldern und Gebüschen vor. In Bayern sind außerdem Bestände in Streifenfarn-Fichtenwäldern oder Block-Fichtenwäldern vorhanden. Sie ist gebietsweise eine Charakterart des Aceri-Fagetum, kommt aber auch in anderen Gesellschaften der Klasse Betulo-Adenostyletea vor.
Die ökologischen Zeigerwerte nach Landolt & al. 2010 sind in der Schweiz: Feuchtezahl F = 3 (mäßig feucht), Lichtzahl L = 3 (halbschattig), Reaktionszahl R = 2 (sauer), Temperaturzahl T = 2+ (unter-subalpin und ober-montan), Nährstoffzahl N = 4 (nährstoffreich), Kontinentalitätszahl K = 3 (subozeanisch bis subkontinental).

## Forschungsgeschichte
Erstbeschrieben wurde die Felsen-Johannisbeere 1728 durch den in Belgrad geborenen Freiherrn Franz Xaver von Wulfen. Er fand den Strauch in der Nähe von Lienz und nannte ihn 1781 Ribes petraeum. Der Name stammt vom griechischen πεταιος, was 'auf Felsen wachsend' bedeutet.